# Proyección Littrow

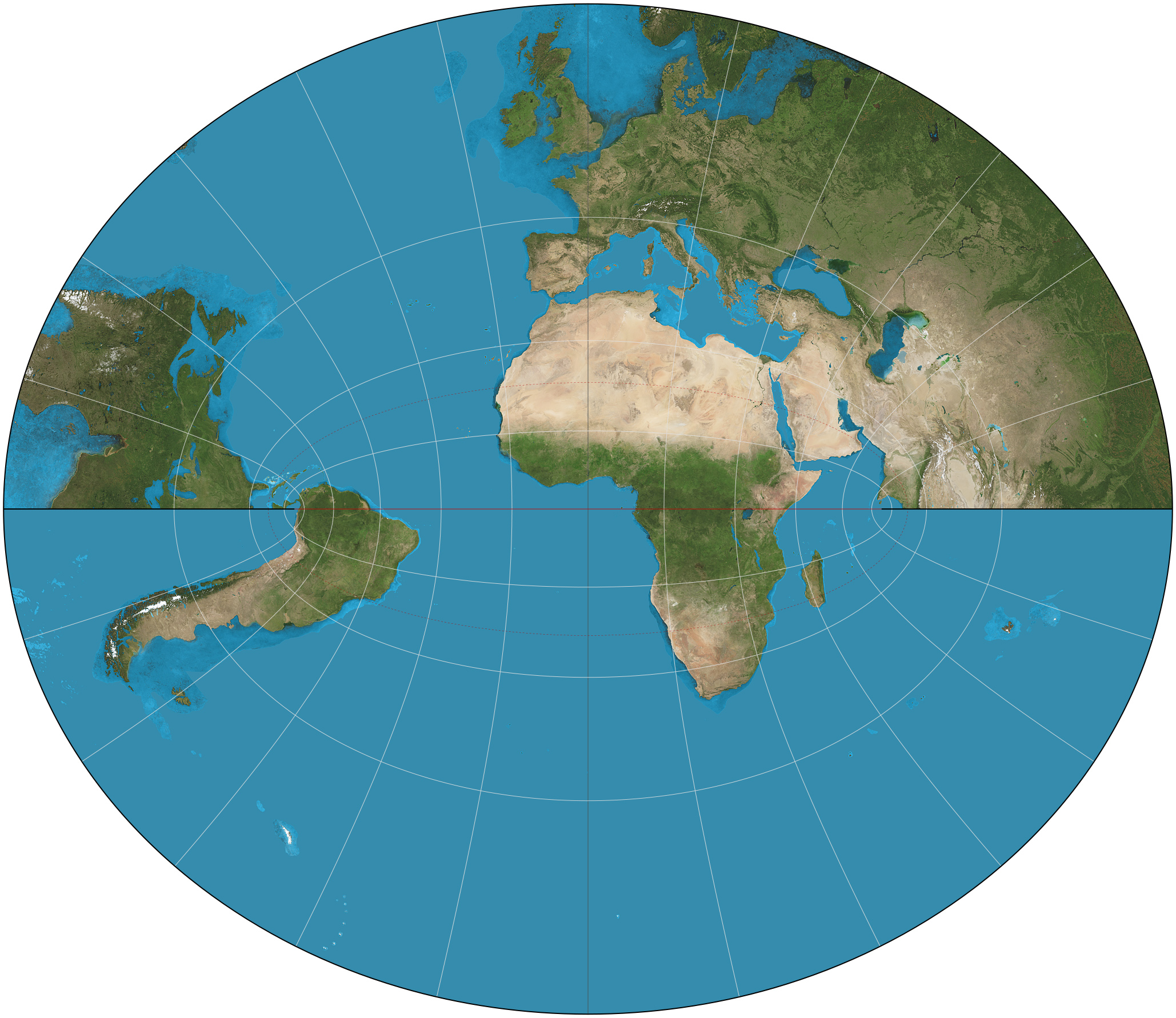
Proyección Littrow de un hemisferio parcial

La Proyección Littrow es un tipo de proyección cartográfica desarrollado por Joseph Johann von Littrow en 1833. Es el único sistema simultáneamente conforme y retroazimutal. Como proyección retroazimutal, muestra correctamente los azimutes (direcciones) desde cualquier punto al centro del mapa, y como proyección conforme, conserva localmente el valor de los ángulos entre pares de líneas concurrentes en cada punto.
Patrick Weir, miembro de la Marina Mercante Británica, reinventó esta proyección de forma independiente en 1890, después de que se hiciera cada vez más frecuente el uso de la propiedad retroazimutal en los mapas de navegación. Los mapas basados en la proyección Littrow también se denominan en ocasiones como Diagramas Azimutales de Weir.
La proyección transforma la latitud φ y longitud λ a las coordenadas del mapa x,, e y,, mediante las ecuaciones siguientes:
{\displaystyle {\begin{aligned}x&=R{\frac {\sin \left(\lambda -\lambda _{0}\right)}{\cos \varphi }}\\y&=R\cos \left(\lambda -\lambda _{0}\right)\tan \varphi \end{aligned}}}
donde R es el radio del globo de la esfera proyectada y λ0 es la longitud del punto del centro del mapa.